# Matylda (imię)
Matylda  – imię żeńskie pochodzenia germańskiego. Wywodzi się z języka staro-wysoko-niemieckiego – słów maht (potęga, władza) oraz hild(is) (walka). Tłumaczy się jako „ta, która jest silna, odważna w walce”. 
Jedną z form tego imienia jest Mechtylda. Wariant skrócony, używany w Niemczech i potocznie m.in. na Górnym Śląsku, to Tilda. Blisko spokrewnione z Matyldą jest mające taką samą genezę imię Hilda.
W średniowieczu Matylda była imieniem często nadawanym w niemieckich rodach arystokratycznych, książęcych i królewskich.
W języku starofrancuskim od wczesnego średniowiecza używane w regionalnych formach ludowych Mahau(l)t (Artois), Mahaud (Piktawia), Maheut.      
Matylda imieniny obchodzi 11 stycznia, 19 stycznia, 14 marca i 19 listopada.
Imieniem Matyldy została nazwana planetoida Matylda.

## Odpowiedniki w innych językach[7]
- angielski: Mat(h)ilda, Maud(e)
- duński: Mathilde, Thilda, Tilla
- francuski: Mathilde
- holenderski: Matchildis, Mathild
- norweski: Mat(h)ilde, Mette, Tilla
- szwedzki: Mat(h)ilda, Tilda, Maud
- włoski: Matilda, Mafalda, Matelda

## Osoby noszące imię Matylda

### Postacie historyczne

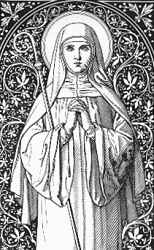
św. Matylda von Ringelheim

- Matylda von Ringelheim (ok. 895-968) – królowa niemiecka, święta katolicka, matka cesarza Ottona I Wielkiego
- Matylda (949-1011) – opatka klasztoru w Essen
- Matylda Saksońska (980-1025) – córka cesarza Ottona II, matka królowej Polski Rychezy
- Matylda Bolesławówna (zm. po 1036) – królewna polska, córka Bolesława I Chrobrego
- Matylda Flandryjska (ok. 1031-1083) – królowa angielska, żona Wilhelma Zdobywcy
- Matylda Toskańska (1046-1115) – margrabina Canossy
- Matylda Szkocka (1080-1118) – królowa angielska, żona Henryka I
- Matylda (1102-1167) – cesarzowa rzymska, królowa niemiecka
- Matylda II (ok.1195/1200-przed 1263) – królowa Portugalii
- Matylda Brandenburska (po 1270-przed 1298) – żona księcia wrocławskiego Henryka Prawego
- Matylda Letycja Bonaparte (1820-1904) – bratanica Napoleona Bonaparte
- Matylda Wettyn (1863-1933) – księżniczka Saksonii
- Matylda Krzesińska (1872-1971) – polsko-rosyjska tancerka
- Matylda Bawarska (1877-1906) – księżniczka Bawarii
- Matilde Camus (1919-2012) – hiszpańska poetka
- Mathilda May (ur. 1965) – francuska aktorka
- Matylda (ur. 1973) – królowa Belgii
- Mathilde Gerg (ur. 1975) – niemiecka alpejka
- Matylda Baczyńska (ur. 1984) – polska aktorka
- Matylda Damięcka (ur. 1985) – polska aktorka
- Mathilde Gremaud (ur. 2000) – szwajcarska narciarka dowolna

### Postacie fikcyjne
- Matylda McKwacz – bohaterka komiksów o Kaczorze Donaldzie
- Matylda – postać grana przez Natalie Portman w filmie Leon zawodowiec

## Osoby o imieniu Mechtylda
- Mechtylda z Hackeborn (ok. 1241-1299) – niemiecka mistyczka, święta
- Mechtylda z Magdeburga (ok. 1208-przed 1294) – niemiecka mistyczka, święta
- Mechtylda od Najświętszego Sakramentu (1614-1698) – francuska zakonnica, założycielka benedyktynek sakramentek

## Utwory artystyczne związane z tym imieniem
- And the Band Played Waltzing Matilda – piosenka o australijskich żołnierzach biorących udział w bitwie o Gallipoli
- Ballada o ciotce Matyldzie – piosenka zespołu Pod Budą
- Matylda – powieść Roalda Dahla
- Matylda – film Danny’ego DeVito z 1996 roku
- Matylda – film z 2017 roku o romansie cara Mikołaja z Matyldą Krzesińską
- Matylda – utwór muzyczny z albumu Małomiasteczkowy Dawida Podsiadły z roku 2018
- Matilda –  utwór muzyczny z albumu An Awesome Wave zespołu Atl-J z roku 2012
- Waltzing Matilda – tradycyjna australijska ballada, tzw. „bush ballad”
- Waltzing Matilda – studyjny album muzyki operowej holenderskiego duetu André Rieu i Mirusia Louwerse z roku 2008
- Matilda – utwór muzyczny Harry'ego Belafonte z roku 1953
- Matilda – utwór muzyczny Harry’ego Stylesa z roku 2022